# Third
Third is een album uit 1970 van de Britse band Soft Machine. Deze dubbelelpee was het derde album van de groep. Elke kant van beide platen bevatte een lange compositie telkens door een ander groepslid gecomponeerd. Een opvallende gimmick is het gebruik van de tape loops aan het begin en einde van "Out-Bloody-Rageous". De bandleden waren met de tapeloop in aanraking gekomen via de componist Terry Riley, die zij in New York hadden ontmoet.
Op Third voltooide de groep zijn transitie van het psychedelische geluid van de eerste twee albums naar de jazzfusion die ze de volgende jaren zouden brengen. Het was een belangrijke mijlpaal in de Canterbury-scene, met een wijziging in de bezetting van de groep.

## Tracks
1. "Facelift" – 18:45
2. "Slightly All the Time" – 18:12
3. "Moon in June" – 19:08
4. "Out-Bloody-Rageous" – 19:10

Een heruitgave op cd uit 2007 bij Sony BMG in de serie "Soft Machine Remastered - The CBS Years 1970-1973" bevatte een compleet live-album Live at the Proms 1970 als bonus. Dit album was voordien uitgebracht bij het klein onafhankelijk label Reckless Records in 1988. Het was opgenomen op de The BBC Proms in de Royal Albert Hall op 13 augustus 1970 voor BBC Radio 3.

## Bezetting
- Mike Ratledge – Hohner Pianet, Lowrey orgel, piano
- Hugh Hopper – basgitaar
- Robert Wyatt – drums, zang, hammondorgel, Hohner Pianet, piano (3)
- Elton Dean – altsaxofoon, saxello (uitgezonderd 3)

Gastmuzikanten:
- Lyn Dobson – sopraansaxofoon, fluit (1)
- Jimmy Hastings – fluit, basklarinet (2)
- Rab Spall – viool (3)
- Nick Evans – trombone (4)